# Uボート戦闘章 (1918年)
Uボート戦闘章(Uボートせんとうしょう、ドイツ語: U-Boot-Kriegsabzeichen)は、ドイツの勲章。

## 概要
第一次世界大戦中の1918年2月1日にヴィルヘルム2世によって制定された。Uボートに乗り込み、3回以上出撃した者に与えられた。

## デザイン
Uボート戦闘章はゲッケイジュによる楕円形をしており、上部にはドイツ帝国の王冠が、中央にはUボートが描かれている。